# SuperLiga (2014)
SuperLiga (2014) (od nazwy głównego sponsora SuperLiga CEC Bank) – czwarta edycja zreformowanej najwyższej klasy rozgrywkowej w rugby union w Rumunii, a jednocześnie dziewięćdziesiąte ósme mistrzostwa kraju. Zawody odbywały się w dniach 29 marca – 14 września 2014 roku, a tytułu broniła drużyna RCM Timișoara. Zajęła ona trzecie miejsce, zaś w finale zespół CSM Universitatea Baia Mare pokonał RCJ Farul Constanța.
Po raz szósty z rzędu do finału awansował zespół CSM Universitatea Baia Mare pokonawszy niespodziewanego półfinalistę – Dinamo, w drugim z półfinałów obrońcy tytułu z Timișoary ulegli zaś RCJ Farul Constanța. Mecze o medale zostały rozegrane na stołecznym Stadionul Arcul de Triumf, a ceny biletów kształtowały się pomiędzy 15 a 35 RON. Po dwóch sezonach przerwy tytuł odzyskał zespół z Baia Mare, brąz zdobyła zaś drużyna RCM Timișoara.
Bezpośrednich spadków w tej edycji rozgrywek nie przewidziano, stawkę uczestników SuperLigi w kolejnym sezonie uzupełni triumfator Divizia Națională, RC Bârlad, zaplanowany został także baraż pomiędzy najsłabszym zespołem elity (CSM Olimpia Bukareszt) i finalistą drugiego poziomu rozgrywek (CS Poli Agro Iași).
Oficjalnym partnerem medialnym SuperLigi była stacja TVR2, która w każdej kolejce transmitowała jedno ze spotkań, pozostałe zaś były dostępne w internecie. Po zakończonych rozgrywkach zostały udostępnione statystyki punktowe i fair play, zarówno zespołowe, jak i indywidualne – najwięcej punktów (189) zdobył Florin Vlaicu, zaś w klasyfikacji przyłożeń z siedmioma zwyciężyli Mădălin Lemnaru, Stephen Shennan i Vueti Eseria

## System rozgrywek
W maju 2010 roku Federațiă Română de Rugby ogłosiła nowy system rozgrywek. Jego wprowadzenie, związane ze zmniejszeniem liczby uczestniczących drużyn z dwunastu do ośmiu, argumentowane było chęcią podniesienia jakości rumuńskiego rugby.
Rozgrywki ligowe, według zasad obowiązujących w latach 2012–2014, prowadzone miały być w pierwszej fazie systemem kołowym według modelu dwurundowego w okresie wiosna-jesień. Po jej zakończeniu drużyny miały zostały rozdzielone na dwie czterozespołowe grupy, w ramach których rozegrały między sobą mecze systemem kołowym, bez uwzględniania punktów zdobytych w pierwszej fazie rozgrywek: czołowe cztery drużyny rywalizować miały o rozstawienie przed spotkaniami o mistrzostwo kraju (play-off), natomiast zespoły z dolnej połowy tabeli o utrzymanie w najwyższej klasie rozgrywkowej (play-out). Następnie miała się odbyć właściwa faza pucharowa. Półfinały, zarówno play-off, jak i play-out zaplanowane zostały na stadionie drużyny, która po rundzie zasadniczej była wyżej sklasyfikowana. Do drugiej klasy rozgrywkowej bezpośrednio spaść miała ósma drużyna zawodów, natomiast siódma miała rozegrać baraż o utrzymanie z zespołem z drugiego miejsca tej edycji Divizia Națională.
Stawkę uczestników SuperLigi miał uzupełnić triumfator Divizia Națională, Stejarul Buzău, pod koniec lutego 2014 roku ogłosił on jednak, iż nie przystąpi do rywalizacji. Pociągnęło to za sobą zmianę systemu rozgrywek. Obydwie fazy grupowe odbyły się zgodnie z pierwotnymi założeniami, z uwzględnieniem jednej pauzującej drużyny w każdej kolejce, grupa play-out składała się jednak z trzech zespołów. Nowością w tym sezonie była dodatkowy etap podczas fazy pucharowej – bezpośrednio do półfinałów awansowały dwie najlepsze drużyny z grupy play-off, zaś w walce o pozostałe dwa miejsca zmierzyły się trzeci i czwarty zespół z grupy play-off oraz czołowe dwa z grupy play-out. Uczestnicy półfinałów walczyli o medale, zaś pozostałe trzy drużyny rywalizowały ponownie systemem kołowym o miejsca 5–7. Bezpośrednich spadków w tej edycji rozgrywek nie przewidziano, zaplanowano natomiast mecz o utrzymanie pomiędzy najsłabszą drużyną SuperLigi i finalistą Divizia Națională.

## Drużyny
| Klub                         | Miasto      | 2013 |
| ---------------------------- | ----------- | ---- |
| RCM Timișoara                | Timișoara   | 1.   |
| CSM Universitatea Baia Mare  | Baia Mare   | 2.   |
| Steaua Bukareszt             | Bukareszt   | 3.   |
| RCJ Farul Constanța          | Konstanca   | 4.   |
| CSM Olimpia Bukareszt        | Bukareszt   | 5.   |
| CS Universitatea Cluj-Napoca | Kluż-Napoka | 6.   |
| Dinamo Bukareszt             | Bukareszt   | 7.   |

## Pierwsza faza
| 29 marca 201411:00 | RCJ Farul Constanța | 29:22 | CSM Olimpia Bukareszt | Stadionul Mihai Naca, Konstanca |
| 29 marca 201411:00 |                     | 29:22 |                       | Stadionul Mihai Naca, Konstanca |

| 29 marca 201415:00 | CSM Universitatea Baia Mare | 49:3 | Dinamo Bukareszt | Stadionul Lascăr Ghineț, Baia Mare |
| 29 marca 201415:00 |                             | 49:3 |                  | Stadionul Lascăr Ghineț, Baia Mare |

| 30 marca 201411:00 | Steaua Bukareszt | 34:7 | CS Universitatea Cluj-Napoca | Ghencea, Bukareszt |
| 30 marca 201411:00 |                  | 34:7 |                              | Ghencea, Bukareszt |

| 5 kwietnia 201411:00 | RCM Timișoara | 13:19 | CSM Universitatea Baia Mare | Stadionul Gheorghe Rășcanu, Timișoara |
| 5 kwietnia 201411:00 |               | 13:19 |                             | Stadionul Gheorghe Rășcanu, Timișoara |

| 5 kwietnia 201417:00 | CS Universitatea Cluj-Napoca | 7:9 | RCJ Farul Constanța | Cluj Arena, Kluż-Napoka |
| 5 kwietnia 201417:00 |                              | 7:9 |                     | Cluj Arena, Kluż-Napoka |

| 6 kwietnia 201411:00 | Dinamo Bukareszt | 6:24 | Steaua Bukareszt | Stadion Florea Dumitrache, Bukareszt |
| 6 kwietnia 201411:00 |                  | 6:24 |                  | Stadion Florea Dumitrache, Bukareszt |

| 12 kwietnia 201411:00 | Steaua Bukareszt | 13:36 | RCM Timișoara | Ghencea, Bukareszt |
| 12 kwietnia 201411:00 |                  | 13:36 |               | Ghencea, Bukareszt |

| 12 kwietnia 201415:00 | CSM Olimpia Bukareszt | 29:12 | CS Universitatea Cluj-Napoca | Stadionul Olimpia, Bukareszt |
| 12 kwietnia 201415:00 |                       | 29:12 |                              | Stadionul Olimpia, Bukareszt |

| 12 kwietnia 201415:00 | RCJ Farul Constanța | 21:12 | Dinamo Bukareszt | Stadionul Mihai Naca, Konstanca |
| 12 kwietnia 201415:00 |                     | 21:12 |                  | Stadionul Mihai Naca, Konstanca |

| 17 kwietnia 201411:00 | Dinamo Bukareszt | 16:27 | CSM Olimpia Bukareszt | Stadion Florea Dumitrache, Bukareszt |
| 17 kwietnia 201411:00 |                  | 16:27 |                       | Stadion Florea Dumitrache, Bukareszt |

| 17 kwietnia 201413:00 | CSM Universitatea Baia Mare | 31:3 | Steaua Bukareszt | Stadionul Lascăr Ghineț, Baia Mare |
| 17 kwietnia 201413:00 |                             | 31:3 |                  | Stadionul Lascăr Ghineț, Baia Mare |

| 17 kwietnia 201420:00 | RCM Timișoara | 35:13 | RCJ Farul Constanța | Stadion Dan Păltinișanu, Timișoara |
| 17 kwietnia 201420:00 |               | 35:13 |                     | Stadion Dan Păltinișanu, Timișoara |

| 26 kwietnia 201411:00 | RCJ Farul Constanța | 15:17 | CSM Universitatea Baia Mare | Stadionul Mihai Naca, Konstanca |
| 26 kwietnia 201411:00 |                     | 15:17 |                             | Stadionul Mihai Naca, Konstanca |

| 27 kwietnia 201411:00 | CSM Olimpia Bukareszt | 12:36 | RCM Timișoara | Stadionul Olimpia, Bukareszt |
| 27 kwietnia 201411:00 |                       | 12:36 |               | Stadionul Olimpia, Bukareszt |

| 27 kwietnia 201414:00 | CS Universitatea Cluj-Napoca | 24:22 | Dinamo Bukareszt | Cluj Arena, Kluż-Napoka |
| 27 kwietnia 201414:00 |                              | 24:22 |                  | Cluj Arena, Kluż-Napoka |

| 3 maja 201410:00 | Steaua Bukareszt | 13:18 | RCJ Farul Constanța | Ghencea, Bukareszt |
| 3 maja 201410:00 |                  | 13:18 |                     | Ghencea, Bukareszt |

| 3 maja 201413:00 | CSM Universitatea Baia Mare | 20:14 | CSM Olimpia Bukareszt | Stadionul Lascăr Ghineț, Baia Mare |
| 3 maja 201413:00 |                             | 20:14 |                       | Stadionul Lascăr Ghineț, Baia Mare |

| 4 maja 201411:00 | RCM Timișoara | 33:11 | CS Universitatea Cluj-Napoca | Stadionul Gheorghe Rășcanu, Timișoara |
| 4 maja 201411:00 |               | 33:11 |                              | Stadionul Gheorghe Rășcanu, Timișoara |

| 9 maja 201417:00 | CS Universitatea Cluj-Napoca | 8:33 | CSM Universitatea Baia Mare | Cluj Arena, Kluż-Napoka |
| 9 maja 201417:00 |                              | 8:33 |                             | Cluj Arena, Kluż-Napoka |

| 10 maja 201410:00 | CSM Olimpia Bukareszt | 22:14 | Steaua Bukareszt | Stadionul Olimpia, Bukareszt |
| 10 maja 201410:00 |                       | 22:14 |                  | Stadionul Olimpia, Bukareszt |

| 11 maja 201411:00 | Dinamo Bukareszt | 10:54 | RCM Timișoara | Stadion Florea Dumitrache, Bukareszt |
| 11 maja 201411:00 |                  | 10:54 |               | Stadion Florea Dumitrache, Bukareszt |

| 17 maja 201410:00 | CSM Olimpia Bukareszt | 28:34 | RCJ Farul Constanța | Stadionul Olimpia, Bukareszt |
| 17 maja 201410:00 |                       | 28:34 |                     | Stadionul Olimpia, Bukareszt |

| 17 maja 201411:30 | Dinamo Bukareszt | 9:41 | CSM Universitatea Baia Mare | Stadion Florea Dumitrache, Bukareszt |
| 17 maja 201411:30 |                  | 9:41 |                             | Stadion Florea Dumitrache, Bukareszt |

| 17 maja 201415:00 | CS Universitatea Cluj-Napoca | 13:21 | Steaua Bukareszt | Parcul Sportiv Iuliu Hațieganu, Kluż-Napoka |
| 17 maja 201415:00 |                              | 13:21 |                  | Parcul Sportiv Iuliu Hațieganu, Kluż-Napoka |

| 24 maja 201411:00 | RCJ Farul Constanța | 69:17 | CS Universitatea Cluj-Napoca | Stadionul Mihai Naca, Konstanca |
| 24 maja 201411:00 |                     | 69:17 |                              | Stadionul Mihai Naca, Konstanca |

| 24 maja 201410:00 | Steaua Bukareszt | 10:11 | Dinamo Bukareszt | Ghencea, Bukareszt |
| 24 maja 201410:00 |                  | 10:11 |                  | Ghencea, Bukareszt |

| 24 maja 201412:00 | CSM Universitatea Baia Mare | 20:20 | RCM Timișoara | Stadionul Lascăr Ghineț, Baia Mare |
| 24 maja 201412:00 |                             | 20:20 |               | Stadionul Lascăr Ghineț, Baia Mare |

| 31 maja 201420:00 | RCM Timișoara | 21:13 | Steaua Bukareszt | Stadion Dan Păltinișanu, Timișoara |
| 31 maja 201420:00 |               | 21:13 |                  | Stadion Dan Păltinișanu, Timișoara |

| 31 maja 201410:00 | Dinamo Bukareszt | 10:23 | RCJ Farul Constanța | Stadion Florea Dumitrache, Bukareszt |
| 31 maja 201410:00 |                  | 10:23 |                     | Stadion Florea Dumitrache, Bukareszt |

| 1 czerwca 201417:00 | CS Universitatea Cluj-Napoca | 19:29 | CSM Olimpia Bukareszt | Cluj Arena, Kluż-Napoka |
| 1 czerwca 201417:00 |                              | 19:29 |                       | Cluj Arena, Kluż-Napoka |

| 19 lipca 201410:00 | CSM Olimpia Bukareszt | 18:12 | Dinamo Bukareszt | Stadionul Olimpia, Bukareszt |
| 19 lipca 201410:00 |                       | 18:12 |                  | Stadionul Olimpia, Bukareszt |

| 19 lipca 201410:00 | RCJ Farul Constanța | 21:15 | RCM Timișoara | Stadionul Mihai Naca, Konstanca |
| 19 lipca 201410:00 |                     | 21:15 |               | Stadionul Mihai Naca, Konstanca |

| 19 lipca 201417:00 | Steaua Bukareszt | 19:22 | CSM Universitatea Baia Mare | Ghencea, Bukareszt |
| 19 lipca 201417:00 |                  | 19:22 |                             | Ghencea, Bukareszt |

| 26 lipca 201410:00 | RCM Timișoara | 26:17 | CSM Olimpia Bukareszt | Stadionul Gheorghe Rășcanu, Timișoara |
| 26 lipca 201410:00 |               | 26:17 |                       | Stadionul Gheorghe Rășcanu, Timișoara |

| 26 lipca 201417:00 | CSM Universitatea Baia Mare | 28:3 | RCJ Farul Constanța | Stadionul Lascăr Ghineț, Baia Mare |
| 26 lipca 201417:00 |                             | 28:3 |                     | Stadionul Lascăr Ghineț, Baia Mare |

| 27 lipca 201410:00 | Dinamo Bukareszt | 31:25 | CS Universitatea Cluj-Napoca | Stadion Florea Dumitrache, Bukareszt |
| 27 lipca 201410:00 |                  | 31:25 |                              | Stadion Florea Dumitrache, Bukareszt |

| 1 sierpnia 201418:00 | CS Universitatea Cluj-Napoca | 26:46 | RCM Timișoara | Cluj Arena, Kluż-Napoka |
| 1 sierpnia 201418:00 |                              | 26:46 |               | Cluj Arena, Kluż-Napoka |

| 2 sierpnia 201410:00 | RCJ Farul Constanța | 21:22 | Steaua Bukareszt | Stadionul Mihai Naca, Konstanca |
| 2 sierpnia 201410:00 |                     | 21:22 |                  | Stadionul Mihai Naca, Konstanca |

| 2 sierpnia 201417:00 | CSM Olimpia Bukareszt | 16:17 | CSM Universitatea Baia Mare | Stadionul Arcul de Triumf, Bukareszt |
| 2 sierpnia 201417:00 |                       | 16:17 |                             | Stadionul Arcul de Triumf, Bukareszt |

| 5 sierpnia 201418:00 | CSM Universitatea Baia Mare | 5:0 (wo.) | CS Universitatea Cluj-Napoca | Stadionul Lascăr Ghineț, Baia Mare |
| 5 sierpnia 201418:00 |                             | 5:0 (wo.) |                              | Stadionul Lascăr Ghineț, Baia Mare |

Wynik meczu (31:24) został zweryfikowany jako walkower za użycie nieuprawnionego zawodnika.
| 6 sierpnia 201410:00 | Steaua Bukareszt | 27:16 | CSM Olimpia Bukareszt | Ghencea, Bukareszt |
| 6 sierpnia 201410:00 |                  | 27:16 |                       | Ghencea, Bukareszt |

| 6 sierpnia 201410:00 | RCM Timișoara | 26:7 | Dinamo Bukareszt | Stadionul Gheorghe Rășcanu, Timișoara |
| 6 sierpnia 201410:00 |               | 26:7 |                  | Stadionul Gheorghe Rășcanu, Timișoara |

## Druga faza

### Play off
| 9 sierpnia 201410:00 | CSM Universitatea Baia Mare | 34:16 | CSM Olimpia Bukareszt | Stadionul Lascăr Ghineț, Baia Mare |
| 9 sierpnia 201410:00 |                             | 34:16 |                       | Stadionul Lascăr Ghineț, Baia Mare |

| 9 sierpnia 201410:00 | RCM Timișoara | 28:16 | RCJ Farul Constanța | Stadion Dan Păltinișanu, Timișoara |
| 9 sierpnia 201410:00 |               | 28:16 |                     | Stadion Dan Păltinișanu, Timișoara |

| 16 sierpnia 201410:00 | CSM Olimpia Bukareszt | 21:26 | RCJ Farul Constanța | Stadionul Arcul de Triumf, Bukareszt |
| 16 sierpnia 201410:00 |                       | 21:26 |                     | Stadionul Arcul de Triumf, Bukareszt |

| 16 sierpnia 201418:00 | CSM Universitatea Baia Mare | 21:17 | RCM Timișoara | Stadionul Lascăr Ghineț, Baia Mare |
| 16 sierpnia 201418:00 |                             | 21:17 |               | Stadionul Lascăr Ghineț, Baia Mare |

| 23 sierpnia 201410:00 | RCJ Farul Constanța | 27:12 | CSM Universitatea Baia Mare | Stadionul Mihai Naca, Konstanca |
| 23 sierpnia 201410:00 |                     | 27:12 |                             | Stadionul Mihai Naca, Konstanca |

| 23 sierpnia 201418:00 | RCM Timișoara | 25:9 | CSM Olimpia Bukareszt | Stadion Dan Păltinișanu, Timișoara |
| 23 sierpnia 201418:00 |               | 25:9 |                       | Stadion Dan Păltinișanu, Timișoara |

### Play out
| 9 sierpnia 201410:00 | Dinamo Bukareszt | 26:25 | CS Universitatea Cluj-Napoca | Stadion Florea Dumitrache, Bukareszt |
| 9 sierpnia 201410:00 |                  | 26:25 |                              | Stadion Florea Dumitrache, Bukareszt |

| 17 sierpnia 201410:00 | Steaua Bukareszt | 20:16 | Dinamo Bukareszt | Ghencea, Bukareszt |
| 17 sierpnia 201410:00 |                  | 20:16 |                  | Ghencea, Bukareszt |

| 24 sierpnia 201410:00 | CS Universitatea Cluj-Napoca | 23:25 | Steaua Bukareszt | Parcul Sportiv Iuliu Hațieganu, Kluż-Napoka |
| 24 sierpnia 201410:00 |                              | 23:25 |                  | Parcul Sportiv Iuliu Hațieganu, Kluż-Napoka |

## Mecze o miejsca 1–4
|  |          |                       |          |   |                             |                     |                     |           |                             |                             |        |        |        |
|  | Play-off | Play-off              | Play-off |   |                             | Półfinały           | Półfinały           | Półfinały |                             |                             | Finały | Finały | Finały |
|  | Play-off | Play-off              | Play-off |   |                             | Półfinały           | Półfinały           | Półfinały |                             |                             | Finały | Finały | Finały |
|  |          |                       |          |   |                             |                     |                     |           |                             |                             |        |        |        |
|  |          |                       |          |   |                             |                     |                     |           |                             |                             |        |        |        |
|  |          |                       |          | 1 | CSM Universitatea Baia Mare | 40                  |                     |           |                             |                             |        |        |        |
|  |          |                       |          | 1 | CSM Universitatea Baia Mare | 40                  |                     |           |                             |                             |        |        |        |
|  | 4        | CSM Olimpia Bukareszt | 12       |   |                             | 5                   | Dinamo Bukareszt    | 9         |                             |                             |        |        |        |
|  | 4        | CSM Olimpia Bukareszt | 12       |   |                             | 5                   | Dinamo Bukareszt    | 9         |                             |                             |        |        |        |
|  | 5        | Dinamo Bukareszt      | 13       |   |                             |                     |                     |           | CSM Universitatea Baia Mare | CSM Universitatea Baia Mare | 25     |        |        |
|  | 5        | Dinamo Bukareszt      | 13       |   |                             |                     |                     |           | CSM Universitatea Baia Mare | CSM Universitatea Baia Mare | 25     |        |        |
|  |          |                       |          |   |                             | RCJ Farul Constanța | RCJ Farul Constanța | 19        |                             |                             |        |        |        |
|  |          |                       |          |   |                             | RCJ Farul Constanța | RCJ Farul Constanța | 19        |                             |                             |        |        |        |
|  |          |                       |          | 2 | RCM Timișoara               | 0                   |                     |           |                             |                             |        |        |        |
|  |          |                       |          | 2 | RCM Timișoara               | 0                   |                     |           |                             |                             |        |        |        |
|  | 3        | RCJ Farul Constanța   | 17       |   |                             | 3                   | RCJ Farul Constanța | 9         |                             |                             |        |        |        |
|  | 3        | RCJ Farul Constanța   | 17       |   |                             | 3                   | RCJ Farul Constanța | 9         |                             |                             |        |        |        |
|  | 6        | Steaua Bukareszt      | 16       |   |                             |                     |                     |           |                             |                             |        |        |        |
|  | 6        | Steaua Bukareszt      | 16       |   |                             |                     |                     |           |                             |                             |        |        |        |

| 30 sierpnia 201410:00 | CSM Olimpia Bukareszt | 12:13 | Dinamo Bukareszt | Stadionul Olimpia, Bukareszt |
| 30 sierpnia 201410:00 |                       | 12:13 |                  | Stadionul Olimpia, Bukareszt |

| 31 sierpnia 201410:00 | RCJ Farul Constanța | 17:16 | Steaua Bukareszt | Stadionul Mihai Naca, Konstanca |
| 31 sierpnia 201410:00 |                     | 17:16 |                  | Stadionul Mihai Naca, Konstanca |

| 6 września 201410:00 | CSM Universitatea Baia Mare | 40:9 | Dinamo Bukareszt | Stadionul Lascăr Ghineț, Baia Mare |
| 6 września 201410:00 |                             | 40:9 |                  | Stadionul Lascăr Ghineț, Baia Mare |

| 6 września 201420:00 | RCM Timișoara | 0:9 | RCJ Farul Constanța | Stadion Dan Păltinișanu, Timișoara |
| 6 września 201420:00 |               | 0:9 |                     | Stadion Dan Păltinișanu, Timișoara |

| 13 września 201421:00 | CSM Universitatea Baia Mare | 25:19 | RCJ Farul Constanța | Stadionul Arcul de Triumf, Bukareszt |
| 13 września 201421:00 |                             | 25:19 |                     | Stadionul Arcul de Triumf, Bukareszt |

| 13 września 201418:30 | RCM Timișoara | 43:3 | Dinamo Bukareszt | Stadionul Arcul de Triumf, Bukareszt |
| 13 września 201418:30 |               | 43:3 |                  | Stadionul Arcul de Triumf, Bukareszt |

## Mecze o miejsca 5–7
| 6 września 201410:00 | CSM Olimpia Bukareszt | 28:30 | CS Universitatea Cluj-Napoca | Stadionul Olimpia, Bukareszt |
| 6 września 201410:00 |                       | 28:30 |                              | Stadionul Olimpia, Bukareszt |

| 10 września 201410:00 | Steaua Bukareszt | 19:10 | CSM Olimpia Bukareszt | Ghencea, Bukareszt |
| 10 września 201410:00 |                  | 19:10 |                       | Ghencea, Bukareszt |

| 14 września 201410:00 | CS Universitatea Cluj-Napoca | 26:18 | Steaua Bukareszt | Parcul Sportiv Iuliu Hațieganu, Kluż-Napoka |
| 14 września 201410:00 |                              | 26:18 |                  | Parcul Sportiv Iuliu Hațieganu, Kluż-Napoka |

## Klasyfikacja końcowa
| Miejsce | Klub                         | Składy | Uwagi              |
| ------- | ---------------------------- | ------ | ------------------ |
| 1       | CSM Universitatea Baia Mare  |        | złoto              |
| 2       | RCJ Farul Constanța          |        | srebro             |
| 3       | RCM Timișoara                |        | brąz               |
| 4       | Dinamo Bukareszt             |        | -                  |
| 5       | CS Universitatea Cluj-Napoca |        | -                  |
| 6       | Steaua Bukareszt             |        | -                  |
| 7       | CSM Olimpia Bukareszt        |        | Baraż o utrzymanie |

## Statystyki
| Poz. | Nazwisko             | Drużyna                      | Punkty |
| ---- | -------------------- | ---------------------------- | ------ |
| 1.   | Florin Vlaicu        | RCJ Farul Constanța          | 189    |
| 2.   | Luke Samoa           | CSM Universitatea Baia Mare  | 152    |
| 3.   | Valentin Calafeteanu | RCM Timișoara                | 108    |
| 4.   | Ionuț Dimofte        | CS Universitatea Cluj-Napoca | 102    |
| 5.   | Teodor Nitu          | Dinamo Bukareszt             | 88     |